# Dumitru Branc
Dumitru Branc (n. 6 iunie 1952, Bârzava, România – d. 7 mai 2011, Arad, România), a fost un om politic român, fost primar al municipiului Arad în perioada 1996-1998. Absolvent al Facultății de Științe Economice din Timișoara, de-a lungul vieții sale, Branc a avut mai multe ocupații, de la contabil șef, patron de firmă, primar al municipiului, până la cadru didactic universitar, iar din 2004, lider spiritual al grupării Noii Energii. A fost exclus din PNȚCD în 1998, dar și cercetat penal în mod repetat, dosarele fiind soluționate cu NUP.
A murit în mai 2011, la vârsta de 59 de ani.

## Controverse
În 1998, pe vremea când era primar, a fost acuzat că ar fi intenționat să anuleze o amendă aplicată unui comerciant, pentru o construcție ilegală, în schimbul unei sponsorizări pe care primarul i-ar fi solicitat-o pentru echipa de fotbal UTA. A fost dat în urmărire generală pentru că s-a sustras executării unui mandat de arestare preventivă de cinci zile.
Imediat după începerea scandalului, Comitetul Județean al PNȚCD Arad a decis excluderea din partid a lui Branc care era cercetat penal.

## Activitatea mistică
Branc a scris și a vândut mai multe volume pe teme metafizice. În unul dintre ele susținea chiar că transmite „mesaje de la Decebal și Io Ștefan Voievod”.
Branc susținea că accesează cele mai puternice entități ale Cerului, pentru a primi ajutorul necesar si a-i elibera pe pacienții săi, spunând că „nu există vreo energie înțepenită, boală, karmă grea să nu se vindece” și că „totul, dar absolut totul se vindecă!”. Lucrând cu noile energii, Branc afirma că ADN-un omului poate fi activat la nivel maxim; ne putem elibera de toate atașamentele; săracia și boala pot deveni istorie; ne putem remodela trupul; putem obține cea mai bună slujbă; percepția se muta pe un nivel superior; pot fi dezvoltate capacități extrasenzoriale, etc.